# Мануель Авіла Камачо
Мануель Авіла Камачо (ісп. Manuel Ávila Camacho ісп. вимова: [maˈnwel ˈaβila kaˈmatʃo]; нар. 24 квітня 1897 — пом. 13 жовтня 1955) — президент Мексики з (1940) по (1946). Створив Мексиканський інститут соціального забезпечення IMSS. На його правління припало відносне економічним процвітання і політична стабільність у країні.

## Початок кар'єри
Мануель Авіла народився в Тесьютлан, маленькому містечку в Пуебла, батьки вихідці з середнього класу, Мануель Авіла Кастільо і Єфросінія Камачо Белло. У нього було кілька братів і сестер, серед них сестра Марія Авіла Камачо і кілька братів. Двоє з його братів, Максіміно Авіла Камачо і Рафаель Авіла Камачо служили як губернатори Пуебла. Авіла не одержав вищу освіту, хоча він навчався в Національній підготовчій школі. Він вступив до армії в 1914 році як другий лейтенант і досяг статусу полковника до (1920). У тому ж році, він служив начальником штабу у штаті Мічоакан Ласаро Карденас і став його близьким другом. У 1929 році він воював під загальним керівництвом Карденаса проти повстання Ескобара і в тому ж році, досяг звання бригадного генерала. Він був одружений з Соледад Ороско Гарсія. Вона народилася в (1904) році і помер в (1996) році.
Після служби в армії, Авіла виступив на політичну арену в (1933) — (1934) як офіційний мер секретаріату національної оборони, і став секретар Ради національної оборони в (1937) році. А після цього він був обраний президентом Мексики. Авіла виграв спірні президентські вибори над правим кандидата Хуан-Андреу Алмазано.

## Внутрішня політика

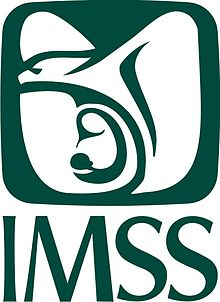
Логотип_Мексиканського_інституту_соціального_забезпечення

Створив Мексиканський інститут соціального забезпечення IMSS, Авіла захищав робітничий клас, створюючи Мексиканський інститут соціального забезпечення в 1943 році, він намагався зменшити рівень неграмотності населення. Здійснив земельну реформу, заборонив користуватися орендою громадянам з низькими доходами. Сприяв реформі виборів, створив нові вимоги, які унеможливили діяльність комуністів. Це було зроблено за допомогою нового виборчого закону, прийнятого в 1946 році, що ускладнював для опозиційних партій крайніх правих і крайніх лівих працювати легально. Закон встановлював такі критерії, які необхідно було виконати будь-якій політичній організації, з тим щоб визнатися як політична партія:
- повинні мати принаймні 10 000 активних членів у 10 штатах;
- повинні існувати принаймні, за три роки до виборів;
- не можна було не погоджуватися з принципами, закріпленими в Конституції;
- заборонялося формувати альянси або підкорюватися міжнародним організаціям та іноземним політичним партіям.

Він також був відповідальним 18 січня 1946 перейменування те, що було в Партію мексиканської революції (PRM) до імені він несе сьогодні, Інституційна революційна партія (PRI). Мексиканська армія була сектор PRM; цей сектор був виключений з організації PRI.
Економічно він переслідував індустріалізацію країни, яка тільки виграла невелику групу і нерівність доходів збільшилася. Друга світова війна стимулювала мексиканську промисловость, її промисловий сектор виріс приблизно на 10 % в рік в період (1940) — (1945) рр.

## Зовнішня політика

Мануель Авіла Камачо, в Монтерреї, вечеряє з президентом США Франкліном Д. Рузвельтом

Під час свого перебування, Авіла Камачо зіткнувся з тру самоврядування під час Другої світової війни. Після двох суден в Мексиці (Potrero дель Llano і Faja-де-Оро), що перевозять нафту були знищені німецькими підводними човнами в Мексиканській затоці, Авіла Камачо оголосив війну проти держав осі 22 травня 1942 під час війни, 15000 мексиканських солдатів воював на різних фронтах. [ред] Мексиканський участь у Другій світовій війні, в основному, обмежується на ескадри в повітрі, 201-ї дивізії (Escuadrón 201), боротися з японцями в Тихому океані. Це ескадра складалася з 300 чоловік, пройшовши підготовку в Техасі, був відправлений на Філіппіни 27 березня 1945 7 червня 1945 її місії почали. До кінця війни, 5 мексиканські солдати загинули в бою. Але з його короткою участі у війні, Мексика належала держав-переможниць і, таким чином, отримали право брати участь у післявоєнних міжнародних конференціях.
Мексика вступила в конфлікт на боці союзників поліпшивши відносини зі Сполученими Штатами. Мексика представлялася як сировина для конфлікту, а також 300 тисяч заробітчан в рамках програми брасеро, щоб замінити деяких американців, які покинули боротися у війні. Мексика також відновив дипломатичні відносини зі Сполученим Королівством та Радянським Союзом, які були перервані під час президентства Ласаро Карденас. У 1945 році Мексика підписала Статут Організації Об'єднаних Націй і в наступному році ставала штаб-квартирою Міжамериканської Конференції з питань війни і миру.
Конфлікти зі Сполученими Штатами, який існував протягом десятиліть до його президентського терміну, був вирішений. Особливо в перші роки Другої світової війни, мексиканський-американські відносини були чудові. Сполучені Штати надали Мексиці фінансову допомогу для поліпшення залізничної системи і будівництва Панамериканського шосе. Крім того, мексиканський зовнішній борг був скорочений.